# Campbellsburg (Indiana)
Campbellsburg és una població dels Estats Units a l'estat d'Indiana. Segons el cens del 2000 tenia 578 habitants.

## Demografia
Segons el cens del 2000, Campbellsburg tenia 578 habitants, 232 habitatges, i 141 famílies. La densitat de població era de 227,7 habitants per km².
Dels 232 habitatges en un 31% hi vivien nens de menys de 18 anys, en un 46,1% hi vivien parelles casades, en un 10,8% dones solteres, i en un 38,8% no eren unitats familiars. En el 32,3% dels habitatges hi vivien persones soles el 13,8% de les quals corresponia a persones de 65 anys o més que vivien soles. El nombre mitjà de persones vivint en cada habitatge era de 2,49 i el nombre mitjà de persones que vivien en cada família era de 3,23.
Per edats la població es repartia de la següent manera: un 29,2% tenia menys de 18 anys, un 10,9% entre 18 i 24, un 26,1% entre 25 i 44, un 20,9% de 45 a 60 i un 12,8% 65 anys o més.
L'edat mediana era de 33 anys. Per cada 100 dones de 18 o més anys hi havia 95,7 homes.
La renda mediana per habitatge era de 23.438 $ i la renda mediana per família de 38.750 $. Els homes tenien una renda mediana de 25.375 $ mentre que les dones 22.344 $. La renda per capita de la població era de 13.672 $. Entorn del 14,7% de les famílies i el 15,3% de la població estaven per davall del llindar de pobresa.

## Poblacions més properes
El següent diagrama mostra les poblacions més properes.